# Gare de Castelnau-Durban
La gare de Castelnau-Durban est une gare ferroviaire, fermée et déclassée, de la ligne de Foix à Saint-Girons, également fermée et déclassée. Elle est située sur le territoire de la commune de Castelnau-Durban, dans le département de l'Ariège, en région française Occitanie.
Elle est mise en service en 1903, par la Compagnie des chemins de fer du Midi et du Canal latéral à la Garonne (Midi). Elle est fermée à tous trafics en 1955 et déclassée en 1957.

## Situation ferroviaire
Établie à 411 mètres d'altitude, au nord-est du bourg, la gare de Castelnau-Durban est située au point kilométrique (PK) 108,8 de la ligne de Foix à Saint-Girons, entre les anciennes gares de Ségalas et de Rimont.

## Histoire
La gare de Castelnau-Durban est mise en service le 15 octobre 1903, par la Compagnie des chemins de fer du Midi et du Canal latéral à la Garonne (Midi), lorsqu'elle ouvre à l'exploitation la deuxième section de sa ligne de Foix à Saint-Girons.
Elle est fermée en 1955 au service des voyageurs a lieu le 23 mars à celui des marchandises le 22 mai de la même année. La ligne et la gare sont déclassées le 8 avril 1957.

## Patrimoine ferroviaire
L'ancien bâtiment voyageurs a été transformé en maison d'habitation avec conservation de la signalétique en façade de la gare et de la lampisterie.
Aménagée sur l'ancien ballast, une voie verte pédestre, cycliste et équestre le longe,.